# Stereo Skateboards
Stereo es una compañía de skateboards fundada en 1992 por el actor Jason Lee y el artista Chris Pastras, ambos skaters.

## Historia
Originalmente distribuida por Deluxe en San Francisco, editaron su primer vídeo titulado “A visual sound” en 1994. En esta cinta, ahora considerada un vídeo de culto por los viejos skater callejeros treintañeros, podíamos ver el patinaje de gente como: Greg Hunt, Mike Daher, Ethan Fowler, o Mike Frazier acompañados de música jazz.
En 1996 Jason Lee deja la compañía para centrarse en su carrera cinematográfica, y Chris Pastras alias “Dune” termina cerrando la marca en el año 2000, Pero en el 2003 vuelven a unir sus fuerzas y relanzan Stereo con ayuda de Giant distribution (de la cual ya se han separado). 
En el 2004 editan su vídeo “Way out east!“, un interesante trabajo que no causa furor entre la gente joven a pesar de su calidad de producción. 
Actualmente siguen con la compañía habiendo cumplido ya 22 años.